# Liviu Rebreanu
Liviu Rebreanu (IPA: [ˈlivju reˈbre̯anu]) (Târlișua, 27 novembre 1885 – Valea Mare-Pravăț, 1º settembre 1944) è stato uno scrittore e giornalista romeno.

## Biografia
Nel 1910 si stabilì a Bucarest, dopo aver studiato a Budapest e a Vienna. Nei suoi romanzi migliori descrive con crudo ed efficace realismo la vita dei contadini della Transilvania ed episodi di rivolta popolare, conseguendo effetti artisticamente validi.
Nei romanzi successivi al 1932, nei quali Rebreanu evoca un ambiente cittadino raffinato e corrotto, la sua vena narrativa si affievolisce e segna risultati di mediocre valore.

## Opere

### Novelle
- Catastrofa ("La Catastrofe") (1921)
- Norocul ("La fortuna") (1921)
- Cuibul visurilor ("Il nido dei sogni") (1927)
- Cântecul lebedei ("Il canto del cigno") (1927)
- Itic Strul dezertor ("Eroi senza gloria") (1932)

### Romanzi a sfondo sociale
- Ion (1920)
- Craisorul ("Il Piccolo re") (1929)
- Rascoala ("La rivolta") (1932)
- Gorila ("Il Gorilla") (1938)

### Romanzi psicologici
- Padurea spânzuratilor ("La foresta degli impiccati") (1922)
- Adam si Eva ("Adamo ed Eva") (1925)
- Ciuleandra (1927)
- Jar (1934)

### Altri romanzi
- Amândoi (1940)

### Teatro
- Cadrilul ("La quadriglia") (1919)
- Plicul ("Lo sviluppo") (1923)
- Apostolii ("Gli Apostoli") (1926)